# Guabal
Guabal es un corregimiento del distrito de Boquerón en la provincia de Chiriquí, República de Panamá. La localidad tiene 897 habitantes (2010).